# Ania (cantante polacca)
Anna Monika Dąbrowska, nota come Ania Dąbrowska o semplicemente Ania (Chełm, 7 gennaio 1981), è una cantante polacca.

## Discografia

### Album in studio
- 2004 – Samotność po zmierzchu
- 2006 – Kilka historii na ten sam temat
- 2008 – W spodniach czy w sukience?
- 2010 – Ania Movie
- 2012 – Bawię się świetnie
- 2016 – Dla naiwnych marzycieli

### Raccolte
- 2017 – The Best Of

### Singoli
- 2003 – I See
- 2004 – Tego chciałam
- 2004 – Glory
- 2004 – Nie ma nic w co mógłbyś wierzyć
- 2004 – Charlie, Charlie
- 2004 – Inna
- 2006 – Trudno mi się przyznać
- 2007 – Czekam...
- 2007 – Musisz wierzyć
- 2008 – Nigdy więcej nie tańcz ze mną
- 2008 – W spodniach czy w sukience
- 2009 – Smutek mam we krwi
- 2009 – Johnny and Mary (con i Nouvelle Vague)
- 2009 – Nigdy nie mów nigdy
- 2010 – Suicide Is Painless
- 2010 – Bang Bang
- 2010 – Silent Sigh

## Riconoscimenti
Fryderyk
- 2004 – Cantante femminile dell'anno[1]
- 2004 – Rivelazione[1]
- 2004 – Album pop dell'anno per Samotność po zmierzchu[1]